# جيفري دي فيشر
جيفري دي فيشر (بالهولندية: Jeffrey de Visscher)‏ هو لاعب كرة قدم هولندي في مركز الوسط، ولد في 5 مايو 1981 في ألميلو في هولندا. شارك مع منتخب هولندا لكرة القدم. أما مع النوادي، فقد لعب مع تفينتي أنشخيدة ودي غرافشاب ونادي أبردين ونادي إيمن ونادي كامبور وهيراكليس ألميلو.

## وصلات خارجية
- جيفري دي فيشر على موقع قاعدة بيانات كرة القدم.إي يو (الإنجليزية)
- جيفري دي فيشر على موقع Soccerbase.com (لاعب) (الإنجليزية)
- جيفري دي فيشر على موقع Soccerway.com (الإنجليزية)